# Rokometni Klub Krim
Der Rokometni Klub Krim (deutsch Handballklub Krim) ist ein Frauen-Handballverein aus der slowenischen Hauptstadt Ljubljana. Im Slowenischen wird die Abkürzung RK Krim gebraucht, im Deutschen wird der Verein auch Krim Laibach oder Krim Ljubljana genannt. Der Verein ist zweimaliger Champions-League-Sieger und der mit Abstand dominanteste Akteur im slowenischen Damenhandball. Darüber hinaus machen die über 50 nationalen Titel RK Krim zu einem der erfolgreichsten Sportvereine Sloweniens.

## Name
Der Verein ist nach dem Krimberg (slowenisch: Krim) benannt, welcher ca. 10 Kilometer südlich von Ljubljana liegt. Aus Sponsoringsgründen trägt der Verein immer wieder unterschiedliche Unternehmen im Namen, derzeit heißt der Verein offiziell RK Krim Mercator. Namensgebend ist dabei die slowenische Supermarktkette Mercator. In den 1990er Jahren war der Name zeitweise RK Krim Electa.

## Geschichte
RK Krim wurde noch zu jugoslawischen Zeiten im Jahre 1984 auf reiner Amateurbasis gegründet. Nach einigen Aufstiegen spielte der Verein erstmals 1990 in der höchsten slowenischen Regionalliga, wo man den 5. Platz belegte. 1991 wurde mit der slowenischen Unabhängigkeit auch ein eigenständiges Handball-Ligensystem gegründet, an welchem man fortan teilnahm. Im Jahr 1992 stieg der heutige Bürgermeister Ljubljanas, Zoran Janković, als Präsident in den Verein ein und übernahm mit seinem Unternehmen Electa das Hauptsonsoring. Im Jahre 1993 konnte man erstmals den Pokal gewinnen, 1995 erstmals die slowenische Meisterschaft. Damit war auch die erstmalige Qualifikation für die Champions League geschafft. Nach einer Finalteilnahme 1999 konnte Krim Ljubljana 2001 erstmals in der europäischen Königsklasse triumphieren, 2003 konnte der Sieg wiederholt werden. Seither wurde der Verein nur 2016 nicht slowenischer Meister. 2024 wurde zum ersten Mal seit 1998 ein anderes Team als RK Krim slowenischer Pokalsieger.

## Hallen
Ihre Europapokalspiele trägt die Mannschaft seit 2010 in der Arena Stožice mit 12.480 Plätzen aus. Ligaheimspiele bestreitet man in einer Nebenhalle des Sportkomplexes Stožice mit 700 Zuschauerplätzen.

## Trainer
Zu den Trainern zählte Marta Bon, welche auf drei Amtszeiten in Ljubljana zurückblicken kann. Ab 2022 war mit Dragan Adžić zum ersten Mal seit 2000 wieder ein Coach ohne slowenischen Pass Cheftrainer der Damenmannschaft. Nachdem Adžić im November 2024 von seinem Traineramt zurückgetreten war, übernahm Žiga Novak das Traineramt. Ab November 2024 übernahm Ambrosio Martín übergangsweise das Training von Krim Mercator, das Engagement soll bis zum Ende der Saison 2024/2025 dauern.

## Erfolge
- National:
  - Slowenischer Meister: 1995, 1996, 1997, 1998, 1999, 2000, 2001, 2002, 2003, 2004, 2005, 2006, 2007, 2008, 2009, 2010, 2011, 2012, 2013, 2014, 2015, 2017, 2018, 2019, 2020, 2021, 2022, 2023, 2024, 2025
  - Slowenischer Pokalsieger: 1993, 1994, 1995, 1996, 1997, 1999, 2000, 2001, 2002, 2003, 2004, 2005, 2006, 2007, 2008, 2009, 2010, 2011, 2012, 2013, 2014, 2015, 2016, 2017, 2018, 2019, 2022, 2023, 2025
- International:
  - Champions League: 2001, 2003
  - European Club Championship: 2003, 2004